# Зоран Прљинчевић
Зоран Прљинчевић (Приштина, 27. јануар 1932 — Београд, 13. јун 2013) био је српски фудбалер.

## Каријера

### Почетак
Рођен је 27. јануара 1932. на Косову и Метохији и каријеру је започео у Јединству из Приштине. Године 1953. прешао је у београдски БСК и дрес романтичара је носио само у сезони 1953/54. У првенству је на 18 утакмица постигао 11 голова, а са БСК-ом је освојио трофеј Купа Југославије 1953.

### Раднички Београд
Прљинчевић је 1954. прешао у београдски Раднички, тада четврти по снази београдски клуб. Дрес Радничког је носио укупно осам сезона и ту је израстао у једног од најбољих југословенских голгетера. Раднички је током 50-их играо значајну улогу у југословенском фудбалу и његов тим је био састављен од доста репрезентативаца, па је у сезонама 1955/56. и 1957/58. освајао треће место у Првој лиги, док је 1957. играо финале Купа Југославије, где је поражен од Партизана са 5:3, иако је на полувремену водио са великих 3:0 (један гол постигао и Прљинчевић). У сезони 1960/61. је заједно са Лазаром Веселиновићем из Војводине био најбољи стрелац Прве савезне лиге са 16 постигнутих голова, међутим исте сезоне Раднички је испао из Прве лиге. Исте сезоне је такође играо и за селекцију Београда у Купу сајамских градова у реванш мечу првог кола против Лајпцига (4:1), где је постигао и гол, али ипак није играо и у мајсторици у Будимпешти. Сезона 1961/62. је била последња за Прљинчевића у дресу Радничког, који је након испадања из првог ранга тада играо Другу лигу али није успео да обезбеди повратак у Прву лигу, а то је био један и главних разлога због којих је Раднички допустио најбољим играчима да напусте клуб, па је Прљинчевић 1962. након много неуспешних покушаја постао члан Црвене звезде.

### Црвена звезда
Иако је Прљинчевић 1962. прешао у Црвену звезду, он је годину дана раније одиграо први меч у црвено-белом дресу. У Купу сајамских градова је тада важило правило да клуб може да ангажује и играче других клубова, па је Црвена звезда уместо Боре Костића, који је сезону 1961/62. провео у Виченци, за реванш утакмицу против шкотског Хибернијана играној 4. септембра 1961. довела Прљинчевића, који је и постигао једини гол у победи Црвене звезде од 1:0.
Он је у Звезду стигао са повредом колена, што је доста допринело да у првој сезони не оправда велика очекивања јер је на 8 лигашких утакмица постигао 3 гола. Ипак након периода рехабилитације и адаптације он је већ у наредној сезони показао да је велики голгетер и са својих 14 лигашких голова, колико је постигао и Бора Костић, био међу најзаслужнијима за освајање дупле круне у сезони 1963/64. Те сезоне је постигао и први гол у победи Црвене звезде од 3:0 у финалу Купа Југославије против загребачког Динама. Остао је упамћен и као једини стрелац у победи Звезде од 1:0 на 33. вечитом дербију, првом на новом стадиону Црвене звезде, играном 17. новембра 1963. пред 75 хиљада гледалаца.
У сезони 1964/65. био је најбољи стрелац Црвене звезде са 12 голова, испред Боре Костића (10) и Драгана Џајића (9), и то у 33-ој години, а то је уједно била његова опроштајна сезона од играчке каријере. Одиграо је укупно 11 прволигашких сезона у којима је 129 голова, што га ставља на седмо место вечне лиге стрелаца Прве лиге, а освојио је једну титулу са Црвеном звездном и два трофеја купа (по један са БСК-ом и Црвеном звездом).

## Репрезентација
Иако је у своје време Прљинчевић спадао међу најбоље нападаче у држави ипак није добио прилику да заигра за А репрезентацију Југославије.
Забележио је два наступа за младу и седам утакмица за „Б“ репрезентацију Југославије.

## Признања и трофеји
Индивидуална
- Најбољи стрелац Прве савезне лиге: 1960/61. (16 голова)
- 7 место на вечној листи стрелаца Прве савезне лиге Југославије са 129 постигнутих голова (дели са Стјепаном Бобеком).

Клупска
- Куп Југославије: 1953. (БСК Београд), 1963/64. (Црвена звезда)
- Прва савезна лига Југославије: 1963/64. (Црвена звезда)